# Aurosa
Aurosa is een geslacht van schijfkwallen uit de familie van de Ulmaridae.

## Soort
- Aurosa furcata Haeckel, 1880